# Świętniki (gmina Bujwidze)
Świętniki (lit. Šventininkai) − wieś na Litwie, w rejonie wileńskim, 7 km na północny zachód od Bujwidzów, zamieszkana przez 87 ludzi. Przed II wojną światową w Polsce, w powiecie wileńsko-trockim województwa wileńskiego.